# Vägmästare

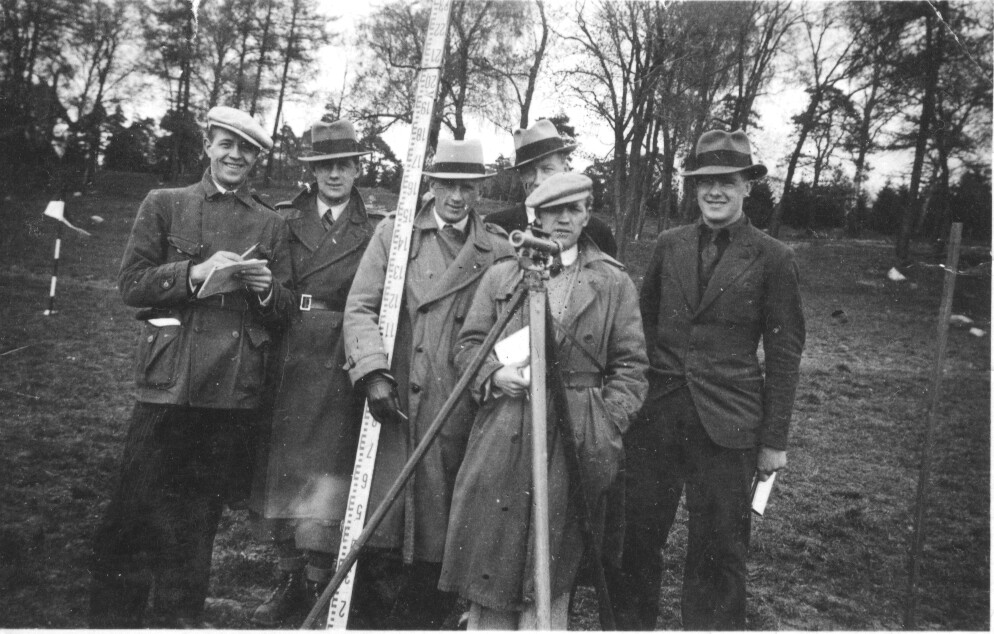
Deltagare vid en vägmästarkurs 1935.

Vägmästare är en titel. En vägmästare arbetar med projektering, byggnad och underhåll av gator och vägar.

## Historik
Den förste vägmästaren var Jacob Cosway som utnämndes till riksvägmästare i Sverige 15 december 1666. Syftet var att skapa en central ledning för den svenska väghållningen. Hans uppgift var främst rådgivande i vägfrågor och frågan om inrättande av gästgiverier. Cosway innehade tjänsten till 1686, men han fick ingen ersättare. Frågan var därefter något för privata aktörer eller lokala myndigheter, intill 1841 då Sverige inrättade Kongliga Styrelsen för Allmänna Wäg och Vattenbyggnader som kunde ge bidrag till väghållningen. Det dröjde till 1938 innan dåvarande regeringen Hansson tillsatte en utredning som syftade till att förstatliga väghållningen. Utredningen föreslog att ansvaret för väghållningen skulle överföras till Väg- och vattenbyggnadsstyrelsen som skulle dela in landet i 170 vägdistrikt och 323 vägmästarområden, som i sin tur skulle ledas av en vägmästare.
Vägmästarexamen gavs fram till slutet av 1950-talet vid högre tekniskt läroverk eller vid centrala institut, till exempel Stockholms Tekniska Institut. Examen motsvarade ungefär en gymnasieingenjörsexamen från fyraårig linje på tekniskt läroverk/gymnasium, men förutsatte tidigare praktik. En mer teoretisk utbildningsinriktning inom ramen för högskoleingenjörsutbildning vid universitet kom att ersätta den tidigare kombinerade teoretiska och praktiska inriktningen. För att täcka ett allt mer ökande behov av vägmästare, bland annat till följd av pensionsavgångar, startade startade Sveaskog, Tyréns och Svevia en gemensam utbildning i Vännäs i november 2013. Utbildningen, som var på 20 platser och med en kurstid på 72 veckor, gav deltagarna kunskaper i projekt och arbetsledning av vägbyggen.
Numer utgör vägmästare ofta en titel för områdesansvarig i vägförvaltning, främst Trafikverket, men också hos kommunala vägförvaltare eller större innehavare av enskilda vägar, t.ex. skogsbolag.